# Juan Trippe
Juan Terry Trippe, född 27 juni 1899 i Sea Bright i New Jersey, död 3 april 1981, var en amerikansk företagare och flygpionjär, ledde under många år Pan American World Airways. 
Kampen mellan Juan Trippe och ägaren av TWA, Howard Hughes, om vem som skulle ha monopol på transatlantisk trafik, ägnades mycket tid i filmen The Aviator. Trippe gestaltades där av Alec Baldwin.